# ISS-Expeditie 57
ISS-Expeditie 57 is de zevenenvijftigste missie naar het Internationaal ruimtestation ISS. De missie begon op 4 oktober 2018 met het vertrek van de Sojoez MS-08 van het ISS terug naar de Aarde en zal eindigen in december 2018, wanneer de Sojoez MS-09 terugkeert naar de Aarde. Oorspronkelijk stond ook Nikolaj Tichonov gepland om deel te nemen aan de missie als zesde bemanningslid. De lancering van Sojoez MS-10 waarvan de bemanning aan de expeditie zou worden toegevoegd mislukte op 11 oktober 2018. De capsule maakte een noodlanding en de tweekoppige bemanning bleef ongedeerd.

## Bemanning
| Positie           | Eerste deel (oktober 2018)            | Tweede deel (oktober t/m december 2018)                  |
| ----------------- | ------------------------------------- | -------------------------------------------------------- |
| Bevelhebber       | Alexander Gerst, ESA 2e ruimtevlucht  | Alexander Gerst, ESA 2e ruimtevlucht                     |
| Flight Engineer 1 | Sergej Prokopjev, RSA 1e ruimtevlucht | Sergej Prokopjev, RSA 1e ruimtevlucht                    |
| Flight Engineer 2 | Serena Auñón, NASA 1e ruimtevlucht    | Serena Auñón, NASA 1e ruimtevlucht                       |
| Flight Engineer 3 |                                       | Aleksej Ovtsjinin, RSA 2e ruimtevlucht (niet aangekomen) |
| Flight Engineer 4 |                                       | Nick Hague, NASA 1e ruimtevlucht (niet aangekomen)       |